# 翡翠鶻科
翡翠鶻科（學名：Halcyornithidae）或似南美鵟科（學名：Pseudasturidae）是一科已滅絕的鳥類，曾被視為鸚形目鳥類。但也有研究表明它們可能是非鹦雀总目的真隼形類鳥類。該科成員生活在5500-4800萬年前的始新世，化石發現於美國綠河組和英國倫敦粘土組。它們可能是梅塞爾鶻科的姊妹群。

## 分類
- Cyrilavis
- 翡翠鹘属 Halcyornis
- Pulchrapollia
- 似南美鵟屬 Pseudasturides
- Precursor? (可能是化石嵌合體)